# Spodnje Jarše
Spodnje Jarše so predmestje Domžal, nahajajo se ob reki Kamniški Bistrici. Skozi naselje teče potok Mlinščica. Spadajo pod četrtno skupnost Jarše-Rodica.
Znana je restavracija Tilia in Toyota Lovše Domžale. V Spodnjih Jaršah je tudi osnovna štiriletna šola Jarše.
Meji na četrti Srednje Jarše, Rodica, Vir.